# Tanytarsus ankasaensis
Tanytarsus ankasaensis är en tvåvingeart som beskrevs av Ekrem 2001. Tanytarsus ankasaensis ingår i släktet Tanytarsus och familjen fjädermyggor.
Artens utbredningsområde är Ghana. Inga underarter finns listade i Catalogue of Life.